# DiG!C

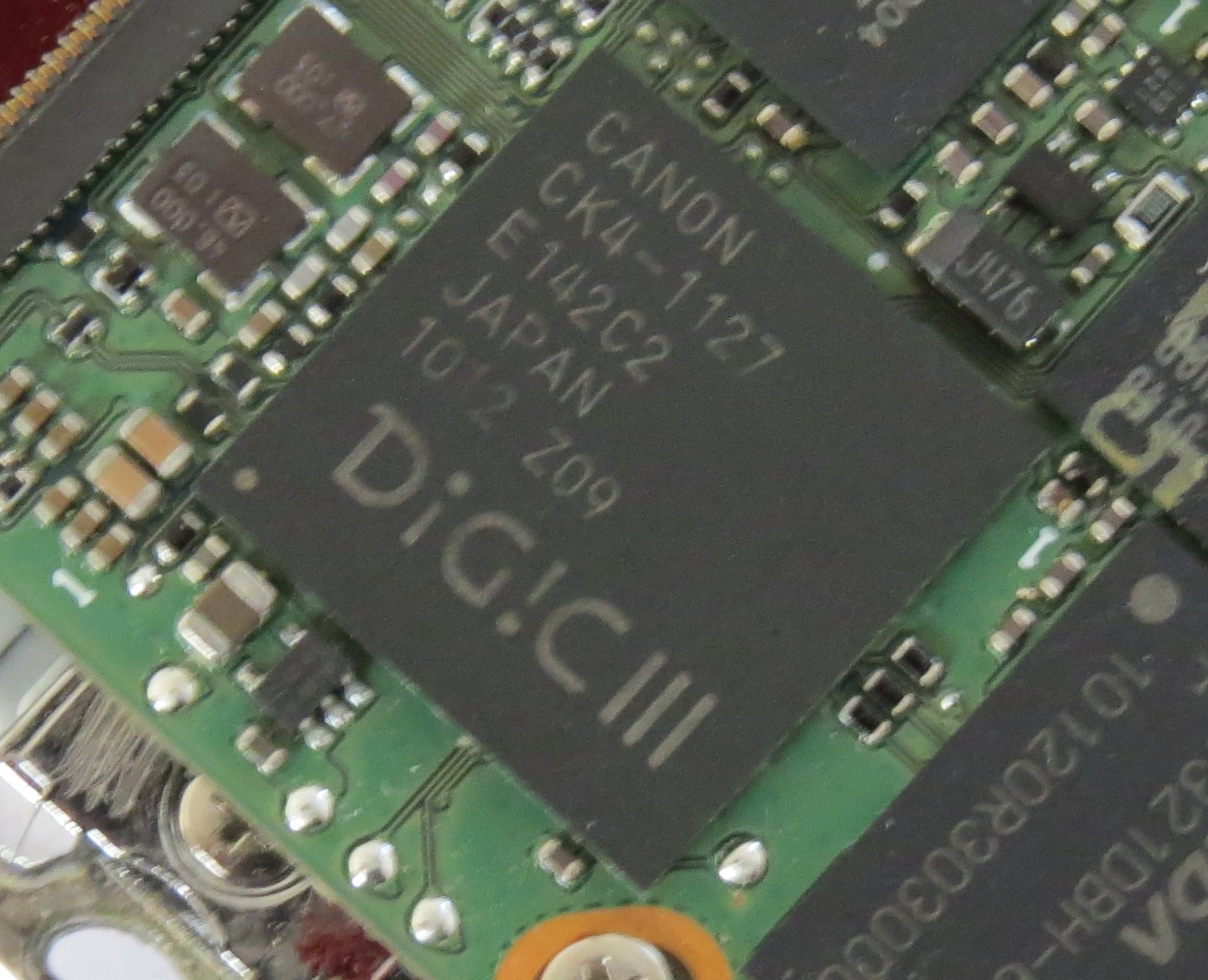
DIGIC III

DIGIC（英語：DIGital Image Core），是佳能公司为自己的数码相机以及数码摄像机产品开发的专用数字影像处理器，具体还可以分为处理相片的DIGIC芯片和处理DV影像的DIGIC DV芯片。
在广告中和芯片上，DIGIC常出现为 DiG!C 。
到目前为止，DIGIC处理器共有11代，DIGIC DV芯片有7代。

## 照相机用DIGIC

### DIGIC

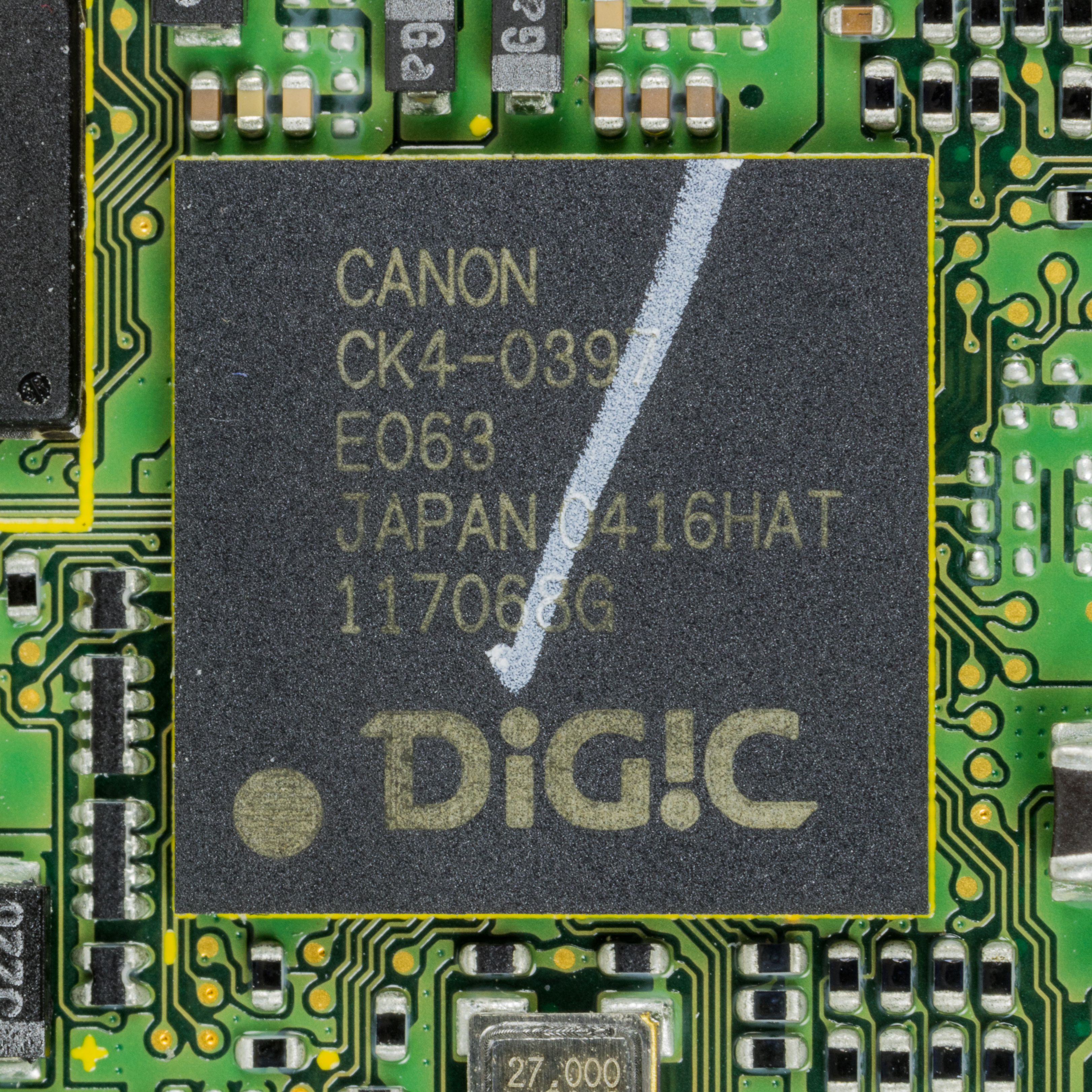
Canon Digic CK4

最早的一代技术，最早出现在Canon EOS 10D上，之后陆续使用在诸如Canon PowerShot A520，Canon PowerShot S1 IS等型号相机上。

### DIGIC II
DIGIC II采用单芯片设计，这使得它可以通过减少零件来达到一个更加紧凑的设计。较上一代拥有较大的缓存，使用DDR内存，加快了开机时间和对焦速度。
佳能声称在其DSLR产品线上，DIGIC II配合自己的CMOS传感器改善了颜色，锐度和自动白平衡。
在一些高端机型上率先使用，如Canon EOS 400D等。写入记忆卡速度可高达5.8 MB／秒。
DIGIC II在2007年爆出被破解，使得一些装备其的消费类机器可以使用实时直方图，RAW格式输出等高阶功能。

### DIGIC III
DIGIC III应用于Canon PowerShot G7、G9，A560，A570 IS及S5 IS上。
佳能在自己的数码单反旗舰机型Canon EOS-1D Mark III上使用了两块DIGIC III芯片，使得可以达到每秒十张千万像素照片的连拍速度（与存储介质速度有关）。EOS-1D Mark III 也成为此时世界上连拍速度最快的相机。

#### 新功能
- 面部识别与面部优先对焦优先曝光
- 基于iSAPS数据库的自动场景识别，提供了更加快速的对焦和曝光组合

### DIGIC 4
2008年，佳能公司随EOS 50D发布该款芯片。
EOS 50D（2008年8月发布）与Canon EOS 5D Mark II（2008年9月发布）采用DIGIC 4影像處理器。其後不少IXUS系列的相機也在用進DIGIC 4如 95 IS ，100 IS等等。2009年的APS-C专业机型EOS 7D和APS-H旗舰机型EOS-1D Mark IV采用了双DiG!C 4来应对高速连拍。
佳能宣称的改进有：
- 较之前芯片更快的图像处理速度
- 增强了高感光度下噪声控制能力
- 使用14位RAW格式
- LiveView时可进行面部侦测自动对焦
- H.264 1080p格式编码（只限以CMOS作為感光元件）

与之前的换代一个细节上的区别是，这一代直接使用阿拉伯数字来标注代数，而不是之前使用的罗马数字——亦即DIGIC IV的说法是非正式的。

### DIGIC 5
2011年9月，佳能公司宣佈PowerShot S100將會採用DIGIC 5處理器。其后EOS入门级别相机采用了该处理器。

#### DIGIC 5+
作为DIGIC 5的衍生增强版，佳能于2011年12月推出DIGIC 5+，首款产品EOS-1D X使用了两个该处理器和一个DIGIC 4(专门负责对焦和測光)，成为了现在自动对焦点最多，连拍速度最快的单镜头反光照相机。随后2012年的专业机型EOS 5D Mark III和入门机型EOS 6D均使用了DIGIC 5+。佳能宣称该处理器比DIGIC 4快17倍，亦比DIGIC 5快3倍。

### DIGIC 6
2013年随小型数码相机Powershot SX 275 HS发布。

#### DIGIC 6+
在佳能EOS 5D Mark IV首次使用。

#### Dual DIGIC 6
在佳能EOS 7D Mark II首次使用，允許每秒連拍10張RAW及JPEG的照片，並專門為其智能主題分析系統額外的DIGIC 6處理器。在佳能EOS 5DS和
EOS 5DS R亦採用雙DIGIC 6處理器，有能力拍攝720p高達50fps的影片。

#### Dual DIGIC 6+
在佳能EOS-1D X Mark II首次使用，允許每秒連拍14張直至170張的RAW照片及可攝錄4K高達60fps的影片。

### DIGIC 7
在2016年推出的圖像處理器，現在已廣泛使用。

### DIGIC 8
在2018年佳能全新推出的圖像處理器，在EOS M50首次使用。

### DIGIC X
在2020年随佳能EOS-1D X Mark III推出。佳能宣称相对于搭载Dual DIGIC 6+的EOS-1D X Mark II，图像处理性能最高提升约3.1倍，计算处理性能最高提升约380倍。

## 摄錄机用DIGIC DV

### DIGIC DV II
DIGIC DV II是Canon第二代的影片處理器，是DIGIC DV的升級版，而DIGIC DV II是特別為了高清而設計，這一代的處理器能在短時間內處理大量高清的資料。
DIGIC DV II更加入雜訊消除技術，在低光環境下仍能拍攝清晰影像。
但在部分的標清拍攝器材亦會加入DIGIC DV II

### DIGIC DV III
2009年，佳能發表Legria數位攝錄機，其中高清數位攝錄機包括HF20、HF200、HFS10以及HFS100均採用DIGIC DV III影像處理器。

### DIGIC DV 4
DIGIC DV 4處理器運用在2013年推出的VIXIA / LEGRIA G，R，和Mini系列攝錄一體機，以及當年的XA-20和-25專業攝錄一體機。佳能聲稱它能夠同時錄製MP4和AVCHD視頻流。 [英直譯,歡迎修正]

### DIGIC DV 5
DIGIC DV 5最開始被使用在Canon XC10以及Canon EOS C300 Mark II上，於2015年4月8日於NAB Show之前推出，運用上XC10使用單顆，C300 Mark II使用兩塊該晶片，兩台皆可以實現4K 24，25，以及30fps，4:2:2色深，XF-AVC H.264格式錄影，該晶片也讓裝置支援更加直覺以及進階的操作介面。

### DIGIC DV 6
DIGIC DV 6被使用在Canon EOS C200等機型上，其中C200於2017年5月31日推出，使用兩顆DIGIC DV 6。本款晶片能夠提供達到60fps的4K錄影格式。

### DIGIC DV 7
DIGIC DV 7被使用在Canon EOS C500 Mark II 與 C300 Mark III等機型上，其中C500 Mark II於2019年9月5日推出，C300 Mark III於2020年4月2推出。其中C300 Mark III在錄製XF-AVC 4:2:2 10-Bit格式時能夠達到4K 120fps，亦支援Cinema RAW Light格式錄影。而C500 Mark II能夠錄製達5952 x 3140 60ps，Cinema RAW Light 10Bit格式，以及5.9K或4K Super35格式。